# اس‌اس کاتومبا (۱۹۱۳)
اس‌اس کاتومبا (۱۹۱۳) (به انگلیسی: SS Katoomba (1913)) یک کشتی بود. این کشتی در سال ۱۹۱۳ ساخته شد.